# Satyrus (geslacht)
Satyrus is een geslacht van vlinders uit de familie Nymphalidae. De naam van het geslacht werd in 1810 gegeven door Pierre André Latreille. De verspreiding van de soorten uit dit geslacht is beperkt tot het Palearctisch gebied, en wel uitsluitend de warmere zuidelijke delen daarvan. Alleen de grote saterzandoog (Satyrus ferula) komt in dat gehele gebied voor; de overige soorten hebben een verspreiding die beperkt is tot een of enkele landen of een bergregio.

## Soorten
- S. actaea (Esper, 1781) — Kleine saterzandoog
- S. alitchura (Avinoff & Sweadner, 1951)
- S. allionii Hübner, 1826
- S. amasinus Staudinger, 1861
- S. angrena (Avinoff & Sweadner, 1951)
- S. arasana (Avinoff & Sweadner, 1951)
- S. asahidakeana (Fujioka, 1970)
- S. baldiva (Moore, 1865)
- S. baltorensis (Avinoff & Sweadner, 1951)
- S. bischoffii Herrich-Schäffer, 1846
- S. boloricus Grum-Grshimailo, 1888
- S. brahminus Blanchard, 1844
- S. briseis (Linnaeus, 1764)
- S. centralis (Avinoff & Sweadner, 1951)
- S. circe Fabricius, 1775
- S. cleoalis (Hübner, 1790)
- S. darwasica (Avinoff & Sweadner, 1951)
- S. dehradunensis Strand, 1918
- S. demophile (Hübner, 1790)
- S. digna (Marshall, 1882)
- S. dorion (Hübner, 1790)
- S. dryas Scopoli, 1763
- S. dubia (Avinoff & Sweadner, 1951)
- S. durana (Avinoff & Sweadner, 1951)
- S. eburnea (Avinoff & Sweadner, 1951)
- S. effendi Nekrutenko, 1989
- S. ellenae Gross, 1958
- S. erubescens (Avinoff & Sweadner, 1951)
- S. euxina Kusnetzov, 1909
- S. expressa (Avinoff & Sweadner, 1951)
- S. favonia Staudinger, 1891
- S. favonius Staudinger, 1892
- S. ferula (Fabricius, 1793) — Grote saterzandoog
- S. gemina (Avinoff & Sweadner, 1951)
- S. gregorii (Avinoff & Sweadner, 1951)
- S. grumi (Avinoff & Sweadner, 1951)
- S. haarlovi (Avinoff & Sweadner, 1951)
- S. haslundi (Avinoff & Sweadner, 1951)
- S. heidenreichii (Lederer, 1853)
- S. hippolyte Esper, 1784
- S. hissariensis (Avinoff & Sweadner, 1951)
- S. hodja (Avinoff & Sweadner, 1951)
- S. holbecki (Avinoff & Sweadner, 1951)
- S. huebneri Felder, 1867
- S. hunza (Avinoff & Sweadner, 1951)

- S. iranicus Schwingenschuss, 1939
- S. iskander (Avinoff & Sweadner, 1951)
- S. jakobsoni (Avinoff & Sweadner, 1951)
- S. kafir (Avinoff & Sweadner, 1951)
- S. karasigina Holik, 1949
- S. kasak (Avinoff & Sweadner, 1951)
- S. kirgizorum (Avinoff & Sweadner, 1951)
- S. kotzschi Holik, 1955
- S. lactaea (Avinoff & Sweadner, 1951)
- S. loha (Doherty, 1886)
- S. magica Oberthür, 1886
- S. maidana (Avinoff & Sweadner, 1951)
- S. maureri (Avinoff & Sweadner, 1951)
- S. merlina Oberthür, 1890
- S. mihmana (Avinoff & Sweadner, 1951)
- S. mushketovi (Avinoff & Sweadner, 1951)
- S. nana Staudinger, 1886
- S. naryna (Avinoff & Sweadner, 1951)
- S. nigrocellata (Avinoff & Sweadner, 1951)
- S. obscurior (Avinoff & Sweadner, 1951)
- S. occidentalis (Avinoff & Sweadner, 1951)
- S. ornata (Avinoff & Sweadner, 1951)
- S. orphei Stshetkin, 1985
- S. oshanini (Avinoff & Sweadner, 1951)
- S. padma Kollar, 1844
- S. palaearcticus (Staudinger, 1889)
- S. parthicus Lederer, 1869
- S. pimpla C. & R. Felder, 1867
- S. pisidice Klug, 1832
- S. powelli Oberthür, 1910
- S. praestans (Avinoff & Sweadner, 1951)
- S. prieuri Pierret, 1837
- S. pumilus (Felder, 1866)
- S. püngeleri Bang-Haas, 1910
- S. roborovskyi (Avinoff & Sweadner, 1951)
- S. robusta (Avinoff & Sweadner, 1951)
- S. rohtanga (Avinoff & Sweadner, 1951)
- S. ruckbeili (Avinoff & Sweadner, 1951)
- S. saraswati Kollar, 1844
- S. sergis Ugrjumow, 1913
- S. stephensii Wright, 1906
- S. stheno Grum-Grshimailo, 1887
- S. swaha Kollar, 1884
- S. sybillina Oberthür, 1890
- S. thelephassa (Hübner, 1820)
- S. turkestana Grum-Grshimailo, 1882
- S. virbius (Herrich-Schäffer, 1844)
- S. watsoni (Clench & Shoumatoff, 1956)